# 結婚活動
結婚活動（けっこんかつどう、英:marriage activities）は、結婚を希望する者が結婚相手を見つけるための主体的な活動。略称は婚活（こんかつ）。

## 概要
結婚相手を自力で探したり結婚相談所を利用したりすること自体は以前からあったが、お見合い文化の衰退により、新社会人時点で結婚相手のいない者は結婚相手・候補者を自力・主体的に探すことが実質唯一の結婚手段となった。このような背景の元で、『AERA』2007年11月5日号で就職活動（就活）に見立て、社会学者の山田昌弘が考案・提唱した造語である。
山田昌弘は、のちに白河桃子と『「婚活」時代』を執筆。動機として「日本の結婚の実態を明らかにし、“結婚できないけれどしたい”という人をサポートすることが必要だと思った」とインタビューで答えている。一方で、共著者の白河桃子は婚活は限界を迎えていると説いている。『「婚活」時代』によると、男性はコミュニケーション能力や経済力など「自分を磨いてみる」ことが良いが、女性は磨きすぎると逆に結婚可能性が遠のくという。
婚活ブームや少子化・過疎化対策などを背景として、結婚活動の支援に取り組む地方自治体や企業も出てきている。また、こうした社会情勢を奇貨とみた企業によって、結婚活動関係のビジネスが活況を呈している。しかし、商行為が悪質とされた企業が告発されるなどの問題も発生している。

## 婚活普及の背景
かつての日本では、多数派を占める恋愛に奥手やモテない男女も、受動的なお見合いで結婚できていたことで、日本は高い結婚率を誇っていた。しかし、自由恋愛主義が広がるにつれてお見合い結婚と職場結婚は衰退し、1965年から自由恋愛結婚数がお見合い結婚数を上回るようになった。1965年に25歳だった適齢期の男性が「生涯未婚の判断基準となる50歳になった時」となるのが1990年である。つまり、お見合いと職場結婚の結婚比率が恋愛結婚比率を下回った第1世代が、そのまま生涯未婚率上昇の第1世代となった。1960年代から2015年までのお見合い結婚数と職場結婚数による婚姻数の合算の推移をみると、構成比が1960年代の7割から半分の31.9%にまで激減している。会社や上司が男女関係の話をすること自体も憚られるようになり、恋愛に受け身な男女は結婚お膳立ての環境を喪失、受動的な婚姻機会を失った。1980年の生涯未婚率は男性が2.6％、女性が4.5％であり、かつては地域や職場の世話好きな人が未婚者へ縁談を持ってきた。2020年現在、男性25.7％、女性16.4％にまで上昇した。読売新聞は「婚活」という言葉のように「結婚に意欲を持ち、自分から機会をつかみにいかなければ後押しは得にくい」という結婚への日本人の意識の変化が、少子化による若年層の減少との相乗効果で婚姻数の急減につながったと報道している。
候補者比較が容易になったことで、容姿の良い又は若い恋愛強者は出合いを主体的に求めない又はすぐに結婚成功で市場から卒業する。また、恋愛強者の男や女性慣れした遊び人は集まった女性らを本命候補以外は遊び終わったら捨てる。そうして、容姿の良くない者や老いた者は婚活市場に余る事態になっている。恋愛面の弱いお金があるだけの非モテ男性の場合は、顔やトーク力に投資することが求められる。仮にハイスペックであろうとも、膨大な婚活市場上では必ずよりハイスペックを持つ者がいるということを理解すること、同年収ならより若い男性・よりイケメンな男性を好む女性心理を踏まえた婚活戦略を求められる。女性の場合も、若いほど市場価値が高く加齢と共に需要が落ちることを理解し、現状の自己の市場価値を踏まえて妥協できるスペック・容姿の男性らを獲得する戦略が必要だと指摘されている。
OECD（経済協力開発機構）加盟7か国を対象とした5年ごとの意識調査で、2018年度に「結婚したほうがよい」とした割合は日本50.9%（2013年度62.5%）であった。これは1位のアメリカ（52.7%）に次いで高く、英国（47.44%）、韓国（46.1%）、ドイツ（45.9%）、フランス（41.5%）などを上回っている。その上、「結婚しない方がよい」は日本が35.4%で、調査対象のOECD7か国中で最も低かった。したがって、国際的には他の先進国民よりも日本国民の結婚への関心は依然として高い。

## 各論

### 恋愛強者（≠既婚者）2-3割の法則
荒川和久によると、「俺の若い頃は女にモテた」などと武勇伝を語る中高年男性へのデータによる反論として、世の中モテる男が多数派だった時代など歴史上存在せず、常に恋愛強者（≠既婚者）は約3割であったことが示されているという。厚労省の出生動向基本調査でも1982年から2015年までの長期推移において、「婚約者または恋人がいる」率は、1982年は男性21.9%、女性23.9%に対し、2015年は男性21.3%、女性30.2%で、婚約者か恋人がいる率というのは男性2割、女性2-3割前後でほぼ一定となっている。
婚約者・恋人ありどころか既婚者でさえ、恋愛強者とは限らない、本人が異性と交際経験あると思っているだけの場合や、都合の良い男をしていたから結婚出来たケースを含むからである。食事奢り担当の男である「メッシー（飯）」、車で送り迎え担当の男「アッシー（足）」、貢がせ担当の男「ミツグくん（貢ぐ）」をしていただけの場合もある。この場合ように、男性が交際（していると思っている）女性から実は内心では愛されてなかった男が多かったことが指摘されている。また、2015年の「婚約者または恋人がいる」率で男性21.3%、女性30.2%で男女差が約10%あるのは、恋愛強者男性が浮気して複数の女性と付き合っているためだという。

### マッチングアプリ普及
2019年（令和元年）末からのコロナ禍で婚活のオンライン化が拡大したことで結婚相談所や婚活事業者が衰退した。その代わりにマッチングアプリが普及したことで異性の比較・多数へのアクセスが容易になった。日本では2022年に「結婚した夫婦の出会いのきっかけ」において、「学校や職場」を抜き、「マッチングアプリ」が1位となっている。なお、男女とも「マッチングアプリの利用に際して何らかのトラブル」では「写真と実物が違う」が最多である。恋愛弱者「ネットワークビジネス系の商品を売りつけられそうになった」「宗教に勧誘された」、「サクラがいた」「既婚者だった」「年収・年齢が嘘だった」という詐称系も多数見受けられる。
マッチングアプリはリアルでモテる人がモテる、ストリートナンパのデジタル版であるため、既婚を含む遊びの恋愛強者男性と婚活中の女性のマッチングが促進され、イケメンなどアプリがなくても結婚できるくらいにモテる男性はさらに女遊びがしやすくなった。恋愛強者男性にはマッチングアプリはストリートナンパと違って、指一本で次々と色んな女性とのデートアポがとれる最高の効率的ツールとなっている。一方、非モテである恋愛弱者男性にとって、マッチングアプリで一生懸命アピールすればするほど「お断りされる自分」という現実を何度も突きつけられる地獄と指摘されている。また、本気で結婚を希望する女性にとっては、恋愛強者男性に振り回されて自身の若い貴重な時間を無駄にする可能性がある。なお、「マッチングアプリの動向整理」によると、マッチングアプリ利用者の中で「マッチングアプリで実際にデートした人数ゼロ」という割合が、20代24.3％、30代20.4％、40代は31.7%となっている。

### 容姿重視度合いの上昇
かつての婚活では男性の結婚女性選びは「若さと外見重視」、女性の結婚男性選びは「年収や学歴重視」と言われてきた。しかし、平成以降の女性の社会進出を経て、女性も「お金があってもブサイクやおじさんはイヤ」という割合が増加している。「お金持ちなら太っている人でも髪がなくてもOK」「稼いでいれば10歳上でもOK」というタイプが激減、女性も男性選択基準が「外見重視」になってきていて、「養ってくれる訳じゃないんだから、イケメンがいい」という形になってきている。週刊文春は、今後も婚活における男女双方の容姿の重要度増加は加速していくと報道している。
荒川和久は各種統計・調査から、女性の「自分より年収の高い夫を求める経済上方婚志向」と、男性の「若い妻を求める年齢下方婚志向」だけでなく、女性の容姿重視率が上昇していることも指摘している。1997年の調査で「男性の容姿を重視・考慮する」も選択した女性の割合は67.3％だったが、2015年には77.7%と10ポイント以上も増加している。1997年時点で約8割弱という高い選択率だった「共通の趣味を持つ」という条件が2015年74.9%に約4%下落しており、女性で配偶者選択で「共通の趣味」より「男性の容姿」が重要であるのと選択した割合が逆転している。また、1980年代の「高学歴・高身長・高収入」の三高から1990年代の「平均的な年収・平凡な外見・平穏な性格」の三平へと「女性が結婚相手に求める条件」が変わったとの報道も存在している。

### 好きな異性の見た目

#### 女性目線
全国の20歳～49歳の女性4500人に聞いた「モテる男性に関する調査」で「あなたが好きな男性の見た目のタイプ」（複数回答可）において、全6種の女性タイプで圧倒的1位のモテ要素は「清潔感」、2位以降は女性のタイプごとに2位か3位かに違いがあるものの必ず「イケメン」と「背の高さ（高身長）」であった。4位以降は「肌がキレイ」「筋肉質」「おしゃれ」かは女性タイプごとにバラバラであった。

#### 男性目線
男の場合、「重要視する女性の外見像」の調査にて、第1位顔80.0％、 第2位胸（おっぱい）78.9％、第3位ファッションセンス27.8％、 第4位髪型26.7％、 第5位おしり／足・足首・足元（各18.9％）で、第三位に大差をつけるほどの顔とおっぱい重視である。

### 婚活市場価値と恋愛市場価値の違い・婚活における容姿補正と足切りライン
婚活市場において、その人の「市場価値」は男性は「年収と見た目（容姿）の度合」、女性は「年齢」と次点で「見た目（容姿）」で決まる。恋愛市場においては、見た目9割であるが、婚活市場において男性は経済力で見た目の減点を補えるかで決まる。つまり、高身長イケメン、イケメン、低身長イケメン、高身長フツメン、フツメン、低身長フツメン、それ以下などでは市場で求められる年収が変動する。容姿がタイプの男性ならば、余程の減点がなければ年収が高くなくてもOKという割合が高い。つまり、不細工な男性の場合は女性に納得させられるほどの年収が求められる。恋愛経験に乏しい婚活男性は「清潔感」すらないために、足切りされて、スタート地点にも立ててない割合が多い。 女性は自身の婚期が過ぎれば過ぎるほど、女性の容姿の優先順位や足切りラインは若い頃よりも下がり、経済力を重視する傾向が強くなるものの容姿の足切りライン自体は残る。例えば10代・20代女性の場合は、9割以上が外見をきっかけに交際した男性の内の最後の一人と結婚している。このように、婚活男性は容姿が劣れば劣るほど、それを多少補えてると女性らに思われる、より高い経済力が求められる。

### 男性の容姿重視年齢下方婚志向・女性の経済重視経済上方婚志向
荒川和久は婚活に頼らない恋愛強者である3割を「自力結婚組」としている。荒川は国の基幹調査を含む各種統計から絶対値でいえば、男女とも結婚相手選定で重視するポイントが「人柄」がトップである。しかし、男女の結婚相手選定重視ポイントの違いを調べると、 女性は全体的に異性への条件が多いが、男性側の重視の差分が大きいのが「経済力」であり、女性の「経済上方婚」志向を表している。そのため、2位3位が「職業」「学歴」であるが、相手の収入の多寡に直結する因子だからと指摘されている。 逆に男性側は結婚相手選定重視ポイントで「容姿」だけが抜きんでている。男女とも最後の最後の審査として、人柄を重視するとしているものの、「女は金で男を選び、男は顔で女を選ぶ」という女性の経済上方婚志向・男性の年齢下方婚志向が明らかになっていると述べている。
また、荒川によると、結婚適齢期といわれる20～34歳までの未婚男女の単純な未婚男女の人口差では99万人もの男余りである。しかし、結婚前向き度の違い計算に含むと、結婚したい人口は男299万人に対して、女308万人と、約9万人の女性余りとなっている。
40代以降で結婚できる確率は、1-2％と言われている。特に女性は40代になると男性から声がかからなくなる。このように女性の場合、「年齢」という努力でどうにもならない不可逆的要素が、努力次第で変化可能な男性における「年収」と同じくらい重要視される項目となっている。婚活の市場価値では、「平均的な容姿の20代前半女性」が、「容姿レベルで格上の30代女性」を上回るように、年齢がまず最初に見られる要素であり、次に見た目、その2つを超えた後に金銭的価値観や家事能力などが見られる。結構相談所によると、婚活市場では30歳以上の女性の需要・価値が急落し、初産が確実に高齢出産になる35歳以上の女性は、極端に言えば健康な子供を望む男性からの市場価値をほぼ失ってしまう。婚活業界大手企業は「婚活男性が望む相手女性の年齢は、男性の年齢を2で割り足す8歳と一致する」「女性の年齢は1年+で婚活市場で6歳年をとったのと同じ」と指摘している。女性が33歳の時には見合い男性の年齢は40歳前後、34歳の女性となると46歳以上の男性からしかお見合いのオファーがないとの記録を語っている。こうなると40歳女性なら64歳以上の男性となる。婚活が長引くまたは結婚出来ない女性の特徴として、「20代後半や30歳以降に年齢による足切りで急激にハイスペックやイケメンなどイケてる男性からのアプローチ減少し、若い時代に接してきた男性のレベルと婚活で会う男性との格差が自身が老いたことの影響だと受け入れられずに理想が己の市場価値より高いパターン」、「容姿的にそもそも男性との恋愛経験自体が少ないパターン」となっている。女性恋愛・婚活コンサルタントも、結婚相談所で結婚できるのは上位10%ほどだと示し、全ての年代の男性から20代女性に面会希望が殺到すると述べている。そのため、20代女性には結婚相談所の割引があるように、逆に年齢が上がるほど男性からのお見合い・面会申込数は減ると述べている。日本の女性平均初婚年齢は29.4歳であり、30歳までに結婚・出産したい場合にでさえ、デート・結婚などから逆算すると遅くても25か26歳くらいから婚活開始していないと間に合わないことが多いと指摘している。
朝日新聞は、結婚相談所や婚活アプリ利用者に20代が増加していることを報道している。ゼクシィの運営する結婚相談所の会員の20代率はサービス開始時の2015年には20%だったが、2018年には25%となるなど20代の会員が年々増加している。産経ビジネスは20代前半女性の結婚相談所利用者の増加の背景を、30代や40代など上の世代の婚活を知っているため、有利な20代前半で婚活を始める「婚活戦略女子」が増加したためと報道している。

### 年収における男女ごとの結婚率の差

#### 男性における年収・容姿・女性慣れの関係
男性の場合、明確に年収の高い男性に婚活市場価値があり、年収の高さと結婚率は年収1000万円まで比例して上昇する。年収200万未満の未婚率は約50%、200-300万未満が約40%、300-400万未満が約25%、400-500万未満が約20%、500-600万未満が約15%、600-700万未満が約10%、700-800万未満も約10%、800-900万未満が約8%、900-1000万未満が約7%.1000万-1250未満が約4%、1250-1500万未満が約6%、1500万以上が約5%である。年収1000万円を超えた男性の結婚率は逆に下がる。
野村総合研究所の調査によると、50歳未満の未婚男性では、年収400万円未満の割合が83.9%である。男性の場合、結婚相談所の年齢のボリューム層が30代後半から40代である。女性恋愛・婚活コンサルタントは結婚相談所へ相談に来た男性でカップル成立しないタイプは「過去に恋愛経験が少なくて、女性慣れしていない」「20代女性や美人希望」「容姿が足切りレベル」が多いと述べている。それでも12歳下の20代女性と結婚出来た男性は、スポーツをしているなど完全に実年齢より若く見えるなど見た目が良く、容姿を踏まえた上で女性たちから見た足切りラインを超えた多少の経済力がある場合である。 経済力はある場合でも、足切りされるような（多くの女性から見て）普通未満の容姿の男性だと納得いく女性と結ばれることは少ない。さらに恋愛経験豊富で女性慣れしているモテた男性の場合でも、40代に入ると、以降は同年代を求める傾向にある20代女性との婚活は結婚相談所からも厳しいと指摘されている。

#### 女性の結婚率と年収の反比例
逆に、女性の結婚率は年収300万円以下の結婚率が最も高く、400万円を超えたあたりから低くなっていて、年収100万未満、100-200万未満の未婚率は約5%と約10%、200-300万未満が約20%、300-400万未満が約25%、年収400万-500万未満の女性は約28％、500-600万未満が約25%、600-700万未満が約23%、700-800万未満も約28%、800-900万未満が約29%、900-1000万未満が約28%.1000万-1250未満が約20%、1250-1500万未満が約36%、1500万以上が約19%となっている。絶対数自体も少ないものの年収800万円台の女性だと約29％と、3人に1人が生涯未婚の女性ということになる。1250万～1500万円未満の女性に至っては約36％が生涯未婚であり、女性全体の生涯未婚率は2015年国勢調査で14％のバリキャリ女性の未婚率は全国平均の倍以上未婚である。このように年収が高い女性ほど未婚率が高い。

## 婚活事業
リクルートなどの人材派遣会社やイベント会社が婚活事業に参入する例が多いが、婚活ブームにより婚活専門の会社も登場している。ゼクシィなどの結婚情報誌も多く出版されている。
異業種の企業が関連事業として参入することもあり、ミサワホームは結婚後に家の購入やリフォームする際に自社を選択してもらうためとして、子会社の広告会社（メディアエムジー）で親を対象とした代理婚活を行っている。またコミック店を展開するとらのあなはオタク向けの婚活事業「とら婚」を開始している。
非婚男女の増加は少子化ひいては人口減少問題を深刻化させるため、地方公共団体が町おこしの一環として行うこともある。愛媛県が運営する「えひめ結婚支援センター」では、結婚希望者の履歴などのデータを人工知能（AI）で分析し交際相手の候補を紹介している。
防衛省の広報誌『MAMOR』には、独身自衛官が誌面で伴侶を募集する「マモルの婚活」という連載がある。
職業や年収、参加者の趣味や嗜好を限定した仲介活動やイベントも多い。自衛官や警察官、消防士、弁護士や会社経営者など職種が細かく設定されていたり、スポーツやアニメなど趣味別の仲介事業もある。自衛官限定の婚活パーティーはかつては女性無料でも女性が足りなかったが、2011年の東日本大震災での活躍でのイメージアップにより毎回婚活女性の参加希望申し込みが殺到し、定員の10倍で抽選になるほどの人気ぶりだと述べている。また50代以上の中高年や離婚経験者など、婚活では不利とされる条件同士の人間を対象とする仲介事業もある。
近年では人工知能が条件を判定して提案するシステムも登場しており、相手を条件で絞り込む従来型のシステムよりもマッチング割合が高いとされる。2020年には自治体が人工知能システムを導入する際に経費を補助する予定。

### サービス
婚活サービスには下記のようなタイプがある。
1. 結婚情報サービス業：会員情報を提供することに主眼を置き、入会時に前払いをするシステムが多い。
2. 仲人業：主に成婚に主眼を置いており、成婚時に成果報酬として成婚料を受領するシステム。
3. イベント業：婚活パーティーを主催し、出会いの場を提供するもの。
4. 婚活アプリ：主にスマートフォンのアプリ上での出会いを提供するものであり、アプリ利用者は月額利用料を支払うシステム。IT企業が運営するものもある。
5. メタバース婚活：メタバース空間を活用したアバターでの婚活パーティーやデート・お見合いも官民連携で増えている。

## 海外の婚活事情

### 中国
中国では、かつての一人っ子政策の影響で男女の人口比が大きく崩れており、社会問題となっている。
中国ではお見合いイベントが屋外の公園などで開催されることも多い。
数百人規模の婚活パーティーが開催されることもあるが、仕事のため直接参加できない本人に代わり、両親が代理参加しているイベントもある。

### 北米
アメリカでは世界的なインターネット企業であるMatchグループが、OKCupid、Match.com、Tinderといったデーティングサービスを展開している。北米では2010年代半ばには3人に1人がインターネット上で知り合った人と結婚しているという統計がある。
アメリカではオンライン・デーティングサービスを利用していることを周囲に言わない人が多かったが、デーティングサービスの運営者がテレビCMに教師、医師、弁護士などを多く起用したことによって利用者間で変化が起こったとされている。

## 結婚活動がテーマの作品

### テレビドラマ
- 婚カツ!（フジテレビ、2009年）
  - 草食系男性の結婚活動を描いたドラマ作品。
- コンカツ・リカツ（NHK、2009年）
  - 書籍『「婚活」時代』を原案としたドラマ作品。アラフォー女性の結婚活動を描いている。
- 早子先生、結婚するって本当ですか?（フジテレビ、2016年）
  - 同名の漫画が原作のドラマ作品。小学校の女性教諭の結婚活動を描いている。

## 関連文献
- 『「婚活」時代』（ディスカヴァー携書） 山田昌弘 白河桃子 ディスカヴァー・トゥエンティワン 2008年 ISBN 4887596235
- 『婚活したらすごかった』石神賢介（新潮新書）実体験本
- 『結婚氷河期をのりきる本!』白河桃子（メディアファクトリー）
- 『すべての婚活やってみました』石神賢介（小学館新書）